# Ehrenfeld (Bergisch Gladbach)

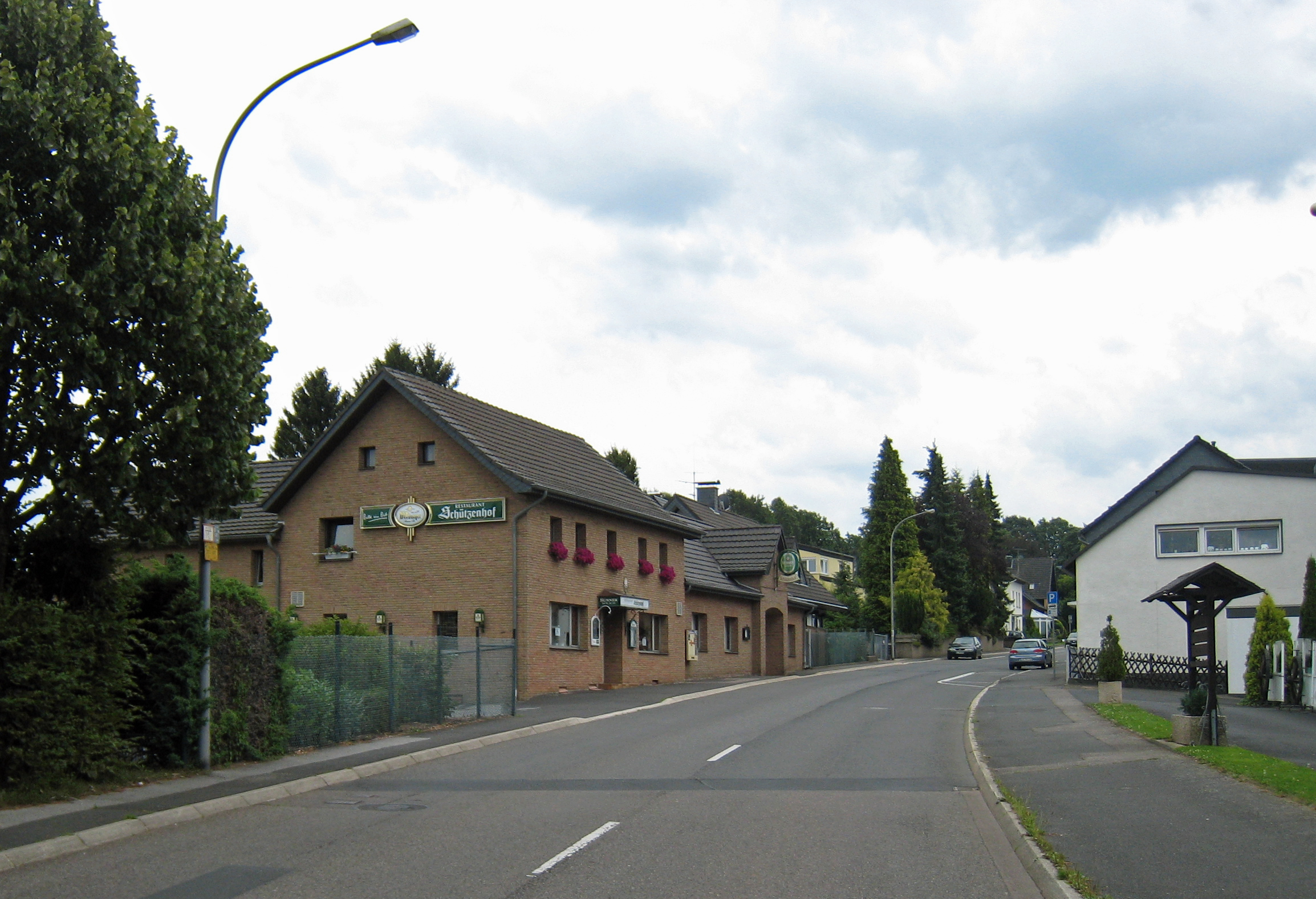
Ehrenfeld,
links der Schützenhof

Ehrenfeld ist ein Ortsteil im Stadtteil Moitzfeld von Bergisch Gladbach.

## Geschichte
Der Ortsname Ehrenfeld wird zum ersten Mal 1831 in den Akten erwähnt. Der Name hat sich aus dem früher an dieser Stelle gebräuchlichen Wort Irlenfeld (von Erlenfeld) entwickelt. Mit dem Aufschwung der Montanindustrie in der zweiten Hälfte des 19. Jahrhunderts wuchs auch der Ort Ehrenfeld. 1905 zählte man 12 Wohngebäude mit 76 Einwohnern. Ehrenfeld war namengebend für den Arbeiterunterstützungsverein Ehrenfel, der die Interessen der Bergleute auf den umliegenden Bergwerken zu vertreten hatte, zuletzt noch für die Bergleute auf der Grube Lüderich.

## Bergbau
Ehrenfeld war von vielen Bergwerken umgeben, auf denen bereits im Mittelalter Bergbau betrieben worden ist. Unmittelbar im Ort befand sich das zur Grube Apfel gehörende Grubenfeld Ehrenfeld, auf dessen Maschinenschachthalde Häuser gebaut worden sind. Teile der Halde, die in das benachbarte Volbachtal hinabreichen, sind heute noch sichtbar. Zu den weiteren Gruben, auf denen Ehrenfelder Bergleute gearbeitet haben, zählen die Grube Berzelius und die Grube Weiß.